# Карл Крю
Карл Альберт Крю (англ. Carl Crew; нар. 2 серпня 1961) — американський актор, сценарист, письменник, художник і співвласник нічного клубу California Institute of Abnormalarts у Північному Голлівуді.

## Біографія
Вихований у трупі репертуарного театру, Крю провів більшу частину свого молодого життя подорожуючи країною і граючи в численних постановках. У 18 років став учнем бальзамувальника у морзі округу Марін, де пропрацював чотири роки, перш ніж вирішив продовжити акторську кар'єру. Крю отримав свою першу велику роль у комедії жахів 1987 року «Кривава закусочна», де він зіграв одну з головних ролей — схибленого шеф-кухаря та фаната реслінгу, за яку йому нібито заплатили лише $250. У 1990 році Крю написав сценарій і зіграв головну роль у малобюджетній комедії під назвою «Gross Out», шок-фільмі в стилі «Рожевих фламінго» про групу братів і сестер, які намагаються зняти найогидніший фільм, щоб отримати спадок. Незважаючи на надмірну кількість туалетного гумору, газета Los Angeles Times дала позитивну рецензію на «Gross Out».
У 1992 році Крю написав сценарій і зіграв головну роль в байопіку «Джеффрі Дамер: Таємне життя» про серійного вбивцю Джеффрі Дамера. Знятий всього через рік після арешту Дамера, фільм отримав різко негативну реакцію як з боку ЗМІ, так і з боку родин жертв Дамера, які влаштували відкриті протести проти фільму. Знімальна група і режисер Девід Боуен з'явилися на кількох ток-шоу, зокрема на «Шоу Маурі Повіча» та «Milwaukee's Talking» на телеканалі WISN-TV, захищаючи фільм від їхніх звинувачень у прославлянні та експлуатації дій Дамера. З плином часу фільм був переоцінений різними виданнями; так само Los Angeles Times, рецензуючи фільм 2002 року «Дамер», порівнювала його з «Таємним життям», похваляючи зображення Джеффрі Дамера в останньому та гру Карла Крю, тоді як CraveOnline назвав фільм «захоплюючим» і «справді переконливим».
Крю написав сценарій, продюсував і зіграв кілька ролей у фільмі-антології жахів 1994 року «Міські легенди» режисера Білла Оско, який, зрештою, став його останнім великим внеском у кіно. Відтоді акторська робота Крю була спорадичною, майже виключно з’являючись у фільмах андерграундного режисера Кріса Дж. Міллера, включаючи «Поліфонія» 2008 року, «Залізний кінь» 2011 року, «2035: Заборонені виміри» та «Різанина в морзі» 2016 року.
Під час роботи бальзамувальником Крю познайомився з Робертом Фергюсоном, колегою похоронником, який поділяв його пристрасть до колекціонування старовинних експонатів і карнавальних сувенірів. У 1994 році вони відкрили підпільний нічний клуб для незвичних гуртів та артистів у районі Північного Голлівуду, доки на заклад не нагрянула поліція і не закрила його. У 2001 році Крю і Фергюсон відкрили Каліфорнійський інститут аномальних мистецтв (КІА) — нічний клуб і музей, де виступають чудернадські гурти і виконавці та показують бурлескні номери, фрік-шоу та кінопокази, а також демонструється широкий спектр пам'ятних речей — від фіджійських русалок і ембріонів у банках до законсервованого трупа циркового клоуна кінця 19 століття. 9 лютого 2013 року Крю та КІА були представлені в реаліті-шоу «Oddities» Discovery Channel, де Крю провів екскурісю клубом. У 2014 та 2015 роках КІА з’явився в Хелловінських епізодах шоу «1st Look» (KNBC) та «Eye on LA» (KABC-TV), в обох з яких були інтерв'ю з Крю.
У вересні 2012 року Крю та Фергюсон написали та опублікували книгу у видавництві Mikazuki Publishing House під назвою «Freakshow Los Angeles» — історичну хроніку лос-анджелеських підпільних шоу та циркових розваг.
Крю є двоюрідним племінником Джеральда «Джеррі» Крю, видатної фігури в міфології снігової людини, який нібито виявив і зробив гіпсові зліпки великих слідів в окрузі Дель-Норт, штат Каліфорнія, у 1958 році, висвітлення яких у ЗМІ призвело до появи слова «бігфут».

## Фільмографія

### Актор
| Рік  | Українська назва            | Оригінальна назва               | Роль                                                              |
| ---- | --------------------------- | ------------------------------- | ----------------------------------------------------------------- |
| 1987 | Кривава закусочна           | Blood Diner                     | Джордж Тутман                                                     |
| 1987 | Недоучки                    | The Underachievers              | бандит                                                            |
| 1993 | Таємне життя: Джеффрі Дамер | Jeffrey Dahmer: The Secret Life | Джеффрі Дамер                                                     |
| 1998 | Міські легенди              | Urban Legends                   | Базз Фетіш / Дерек / Джудіт Кунц / Мама С'юзі / Доктор Хіллзбілль |

### Сценарист
- Gross Out (1990)
- Таємне життя: Джеффрі Дамер (1993)
- Art of Nude Bowling (1995)
- Urban Legends (1998)